# Chính lưu
Chủ lưu (tiếng Anh: mainstream) hay còn gọi là dòng chính, chính tuyến, chính lưu, chính thống, thịnh hành, là luồng tư tưởng đang được phổ biến rộng khắp vào thời điểm hiện tại. Khi đi kèm với danh từ chỉ một đơn vị, tổ chức, thì thuật ngữ này thường được hiểu là chính quy hoặc có uy tín. Chính lưu bao gồm toàn bộ nền văn hóa đại chúng và văn hóa truyền thông, có đặc thù là được các phương tiện truyền thông đại chúng truyền bá rộng rãi. Thịnh hành hay chính thống được phân biệt với các tiểu văn hóa và văn hóa phản kháng, ngoài ra thái cực đối lập với nó là hâm mộ cuồng tín và thuyết ngoài rìa.
Cụm từ này đôi khi được các tiểu văn hóa sử dụng với ý nghĩa xấu, miệt thị vì họ vốn xem văn hóa thịnh hành, văn hóa chủ đạo có vẻ bề ngoài không chỉ chiếm độc quyền mà còn thấp kém về tính nghệ thuật và thẩm mỹ.